# Presidente Juscelino (Minas Gerais)
Presidente Juscelino is een gemeente in de Braziliaanse deelstaat Minas Gerais. De gemeente telt 4.385 inwoners (schatting 2009).

## Aangrenzende gemeenten
De gemeente grenst aan Curvelo, Gouveia, Inimutaba, Monjolos, Santana de Pirapama en Santo Hipólito.